# BRP Davao del Norte
Le BRP Davao del Norte (SARV-3504) est un patrouilleur de classe Ilocos Norte de la Garde côtière philippine (PCG).

## Historique
Les navires de la classe Ilocos Norte sont longs de 35 mètres et tout en aluminium. Ils ont été conçus par Tenix Shipbuilding en Australie, et sont basés sur le patrouilleur de classe Pacific de la même société.,. Le préfixe « SARV » dans leur numéro de coque signifie « Search And Rescue Vessel » (en français : navire de recherche et sauvetage). Ces navires sont conçus pour une intervention rapide en cas d’urgence, la récupération des survivants et la coordination des opérations de sauvetage. Les quatre navires de la classe (dont le BRP Davao del Norte) ont été livrés à la Garde côtière philippine en décembre 2001. Le BRP Davao del Norte a été mis en service le 12 février 2004.
En décembre 2008, le navire de recherche et sauvetage a lui-même eu besoin d’être secouru après avoir subi une panne de moteur au milieu de vagues géantes au large de la côte d’Antique. Le contact avec le BRP Davao del Norte a été perdu après qu’il ait aidé à sauver l’équipage du cargo M/V Lourdes qui a coulé à trois milles au large de l’île Bisay, à Caluya, dans la province d’Antique. Le M/V Lourdes, qui était chargé d’environ 22000 sacs de ciment de la ville d’Iligan, était en route pour San Jose, à Romblon, quand il a été désemparé par de grosses vagues.  Les forces aériennes de l’armée et les navires de la marine ont aidé à rechercher le BRP Davao del Norte. Il a été retrouvé plus tard près de l’île de Boracay à la suite des recherches aériennes de l’armée de l’air. Le navire avait subi une panne de courant après avoir été lui aussi frappé par de grosses vagues. Le navire a été ramené au port de Lipata à Culasi, province d’Antique. Les 12 membres d’équipage étaient sains et saufs, selon le commandant Harold Jarder, chef de la station de la PCG d’Iloílo.
En novembre 2011, le BRP Davao del Norte a secouru 100 passagers d’un bateau à moteur qui a chaviré au large de Lapu-Lapu. Selon le Manila Bulletin, la station de la Garde côtière de Cebu a reçu un appel de détresse du navire, qui a rencontré son sort près du chenal d'Hilutungan dans la ville de Lapu-Lapu. Il n’y a pas eu de victimes.
En décembre 2021, pour les célébrations du 14e anniversaire de la fondation de sa flotte, la Garde côtière philippine a honoré certains de ses membres. Le commandant de la PCG, l’amiral Leopoldo Laroya, a personnellement remis les prix aux unités et aux fonctionnaires de la Garde côtière. Ont été nommés « navires de l’année » les BRP Batangas (SARV-5605), BRP Cabra (MRRV-4409), BRP Davao Del Norte, BRP Cape Bojeador (AE-46), BRP Malamawi (FPB-2403), BRP Francisco Dagohoy (MMOV-5002), MCS-3006 et DF-347.

## Commandants
- Captain Rommel A. Supangan
- Captain Eduardo P. De Luna Jr.[8]